# Constantin Brâncuși
Constantin Brâncuși (wym.: [brɨnˈkuʃʲ ( odsłuchaj)], ur. 19 lutego 1876 w Hobița, zm. 16 marca 1957 w Paryżu) – rzeźbiarz rumuński, działający we Francji. Swoją twórczością zapoczątkował nurt organiczny w rzeźbie abstrakcyjnej, wpływając w znacznym stopniu na rozwój sztuk plastycznych.

## Życiorys
Urodził się w miejscowości Hobița w Rumunii. W latach 1894–1898 studiował na Școala de Arte și Meserii (Szkoła Sztuki i Rzemiosła) w Krajowej, potem, w latach 1898–1901, uczył się w Școala Națională de Arte Frumoase (Narodowa Szkoła Sztuk Pięknych) w Bukareszcie (u Władysława Hegla). Następnie opuścił Rumunię i przemierzał pieszo Europę, odwiedzając Budapeszt, Wiedeń, Monachium, Zurych, Bazyleę i na końcu Paryż, w którym się osiedlił i skończył edukację na École nationale supérieure des beaux-arts (1905–1907). Jego prace zwróciły uwagę francuskiego rzeźbiarza Augusta Rodina. W Paryżu zaprzyjaźnił się także z innymi artystami tamtego okresu m.in. z Henri Matissem i Marcelem Duchampem. 

## Kariera
Początkowo rzeźbił w stylu naturalistycznym, jednak z czasem zaczął odrzucać wszelkie realistyczne detale. W kolejnych portretach sprowadzał kształt głowy do formy jajka, które stało się dla niego symbolem niejako wszelkiego życia i myślą przewodnią wielu rzeźb. Świadczą o tym prace powstałe w latach 1911-1924 takie jak: Prometeusz, Nowo narodzony, Początek świata. To ostatnie dzieło jest po prostu dosłownym jajkiem, wyrzeźbionym z marmuru.
Brăncusi stworzył podstawy nowoczesnej rzeźby. Śpiącą muzą z 1909 roku zapoczątkował abstrakcję organiczną nawiązującą do form biologicznych. Zwrócił również uwagę na sam materiał poprzez cyzelerską wprost jego obróbkę. Postępując z każdym materiałem inaczej, starał się wydobyć w różnoraki sposób jego wartości ekspresyjne i uzyskać efekty świetlne, co ujawniło się w pracach z lat 1912-1930: Księżna X, Mademoiselle Pogany, Ryba, Maiastra. 
W 1913 roku na Armory Show w Nowym Jorku Brâncuși pokazał pięć ze swoich prac z tamtego okresu, które eksponował potem prawie do końca życia. W latach 20.-40. XX wieku Brancusiego interesował szczególnie jeden temat, a mianowicie ptak w locie. Wyrzeźbił w sumie 27 takich dzieł, w tym pięć marmurowych i dziewięć odlewów z brązu. Najsłynniejszą z nich jest Ptak w przestrzeni, znajdujący się w Metropolitan Museum of Art w Nowym Jorku. 
Brâncuși – z usposobienia samotnik – nie starał się wiązać z żadnym ruchem artystycznym (np. kubistami), chociaż we wczesnych latach 20. XX wieku związany był z niektórymi dadaistami, a w 1924 został mianowany przez Theo van Doesburga "starszym sprawy" grupy De Stijl, po odejściu z niej Pieta Mondriana. W latach trzydziestych odwiedził Indie i Egipt, chcąc poznać sztukę tych kultur tak samo dobrze, jak europejską. W 1935 roku zlecono mu zbudowanie pomnika wojny dla parku w Târgu Jiu w Rumunii. Zaprojektował kompleks wrót, tablic, stołków i Niekończącą się kolumnę. Po 1939 roku kontynuował swoją pracę w Paryżu, a dziesięć lat później ukończył swoją ostatnią pracę Grand Coq (Kogut). 
Pomijając w rzeźbie wszystkie treści psychologiczne oraz naturalizm formy, Brâncuși dążył do uzyskania maksymalnej syntezy, uproszczenia i abstrakcyjności kształtu. Należy pamiętać, że jego dzieła powstały z obserwacji natury, na zasadzie przetworzenia jej w najbardziej ogólne symbole, o nader prostych formach, oddających najistotniejszy sens otaczającej rzeczywistości. Rzeźby z cykli: Ptaki, Ryby, Ledy, Głowy, pokazywały rozwój formy bardzo uproszczonej, która nie zrywała jeszcze z figuratywnością. Dopiero motyw Ptaków w przestrzeni z 1940 roku był wyrazem krańcowo abstrakcyjnych przedstawień. Ptak był bowiem dla Brăncusiego symbolem wzlotu duchowego; nierzadko wracał do tego motywu i opracowywał go w różnych materiałach. W pionowym charakterze tych kompozycji chciał zamknąć jak gdyby istotę lotu w przestrzeń.
W 1952 roku otrzymał francuskie obywatelstwo. Zmarł w Paryżu w marcu 1957 roku. Swoją pracownię zapisał Francji. 

## Upamiętnienie
Imię Constantina Brâncușiego nosi Państwowe Liceum Sztuk Plastycznych w Szczecinie.